# 九姓烏古斯
九姓烏古斯（Toquz Oγuz，Toquz Oghuz），又称九姓乌护，是一个非中文典籍中存在的概念，在中国史料中对应的概念就是回鹘汗国及其流散和吸收的周边部族，存在于唐朝五代宋辽时期，唐初与突厥汗国交战时期，与唐形成反阿史那氏联盟，後随着回鹘汗国在中亚的影响，衍生成为各古代突厥语民族的部落组织形式。
“九姓烏古斯”概念，在阙特勤碑被提及；而更重要的侧面证据，是目前残破不堪的《九姓回鹘可汗碑》，以及阿拉伯历史学家塔巴里只字片语的“九姓乌古斯在820年袭击齐查克和俱战提”的记载，侧面印证回鹘汗国西征事迹，佐证了其概念事实上对应的就是唐朝边属的回鹘汗国。回鹘汗国势力范围大致在伊犁河流域，核心部落为回鹘内九姓与外九姓。
其中内九姓即回鹘部落内部核心的九个氏族，分别是：药罗葛（回纥王室出身的氏族），胡咄葛，啒罗勿，貊歌息讫，阿勿嘀，葛萨，斛嗢素，药勿葛，奚牙勿。
外九姓则是回鹘加上其他八个唐代北方常见的少数民族： 回鹘（由上面的内九姓组成）、仆固、浑、拔野古、同罗、思结、契苾、拔悉密、葛逻禄 。
回纥时期，回鹘（内九姓）在药罗葛氏带领下，击败了拔悉蜜、葛逻禄，总十一姓，受到唐朝的册封，自此以“十一姓”的形式组成战争组织。由于回鹘打仗的时候总派后二者（“客部”）作前锋，以至于唐朝的记录总将葛逻禄误作“九姓”之一，后期更是将回鹘与其他北方少数民族朴固、浑等并称为“九姓”，事实上将“回鹘九姓”与“包含回鹘在内的九个民族”相混淆了。
在古突厥语里，“烏古斯”有“部落”、“姓”、“联盟”、“箭”之意。回鹘汗国的影响向西达到西亚地区，这种以姓划分部落与氏族的习俗在西亚民族看来，恰被称为“九姓乌古斯”，于是“九姓乌古斯”便成为西亚历史对回鹘汗国的称呼，沿用下来。